# Cherwell (tidning)
Cherwell är en oberoende studenttidning, vid Oxfords universitet. Första utgåvan kom 1920 och det har varit en onlinetidning sedan 1996. Tidningen är uppkallad efter den lokala Cherwellfloden och ges ut av OSPL (Oxford Student Publications Ltd.), som även ger ut systertidningen ISIS. Cherwell är en av de äldsta studenttidningarna i Storbritannien och tidningen har varit en språngbräda för många välkända journalister liksom för karriärer inom näringslivet. De nuvarande redaktörerna är Tom Barrie och Oliver Johnson.

## Kända medverkare i tidningen
- Evelyn Waugh
- Graham Greene
- John Betjeman
- Harold Acton
- L. P. Hartley
- Cecil Day-Lewis
- W.H. Auden
- Arthur David Beaty
- Rupert Murdoch
- Michael Heseltine
- Rony Robinson
- David English
- Peter Preston
- Simon Jenkins
- Peter Sissons
- Howard Davies
- Peter Stothard
- Peter Mandelson
- Alex Cox
- Nigel Dacre
- Sarah Hargreaves
- Chris Philp
- Emma Brockes
- Chris Taylor

## Utmärkelser
2008 vann tidningen priset 'Guardian Student Media' award för den bästa student-webbsidan.